# Joyce Carey
Pour les articles homonymes, voir Carey.
Joyce Carey est une actrice britannique, née Joyce Lawrence le 30 mars 1898 à Londres, ville où elle est morte le 28 février 1993.

## Biographie
Joyce Carey (pseudonyme) entame sa carrière au théâtre en 1916 et joue principalement en Angleterre, notamment dans sa ville natale. Collaborant souvent avec le dramaturge, metteur en scène et acteur Noël Coward, elle interprète entre autres L'esprit s'amuse en 1941-1942, aux côtés de l'auteur (et reprend son rôle dans l'adaptation au cinéma de 1945, réalisée par David Lean, sous le même titre). Parmi ses autres pièces, citons Homme et Surhomme (en) de George Bernard Shaw, avec Peter O'Toole, représentée à Londres en 1982 (et filmée pour la télévision la même année).
Elle apparaît aussi dans trois comédies musicales de Julian Slade (en), dont La Foire aux vanités en 1962-1963, d'après la pièce éponyme de William Makepeace Thackeray.
Aux États-Unis, elle se produit à Broadway (New York) dans vingt-deux pièces. Douze sont de Noël Coward, dont la première en 1925-1926 — Easy Virtue — et les deux dernières en 1957-1958 — Nude with Violin (en) et Present Laughter —, toutes trois également jouées à Londres ; notons ici que la première est adaptée au cinéma en 1928 sous le même titre original (titre français : Le passé ne meurt pas, réalisation d'Alfred Hitchcock). Dans l'intervalle, mentionnons La Nuit des rois de William Shakespeare (1930, avec Arthur Hohl, Walter Kingsford et Jessie Ralph) et Électre de Sophocle (1932, avec Blanche Yurka dans le rôle-titre).
Au cinéma, Joyce Carey débute dans trois films muets britanniques sortis en 1918 et 1920. Après le passage au parlant, elle contribue à vingt-sept autres films britanniques disséminés de 1942 à 1974, avant un ultime sorti en 1988. Citons Brève Rencontre de David Lean (1945, avec Celia Johnson et Trevor Howard), Pleure, ô pays bien-aimé de Zoltan Korda (1952, avec Canada Lee et Sidney Poitier), ou encore Vivre un grand amour d'Edward Dmytryk (1955, avec Deborah Kerr et Van Johnson).
S'y ajoutent le film américain Bobby des Greyfriars de Don Chaffey (avec Donald Crisp et Laurence Naismith) et la coproduction américano-britannique La Lame nue de Michael Anderson (avec Gary Cooper et Deborah Kerr), tous deux sortis en 1961.
Pour la télévision, Joyce Carey participe à deux téléfilms (en fait des pièces filmées, dont Homme et Surhomme pré-citée en 1982), ainsi qu'à quarante-quatre séries de 1951 à 1985 — plusieurs étant consacrées au théâtre —, dont Destination Danger (un épisode, 1965) et Chapeau melon et bottes de cuir (deux épisodes, 1969-1976).

## Théâtre

### En Angleterre (sélection)
(pièces, à Londres, sauf mention contraire ou complémentaire)
- 1916-1917 : Sheila de Githa Sowerby (en)
- 1921-1922 : The Charm School d'Alice Duer Miller (à Bristol)
- 1923 : Partners Again de Montague Glass (en) et Jules Eckert Goodman (adaptée au cinéma en 1926)
- 1923-1924 : Good Luck de Ian Hicks et Seymour Hay
- 1933-1934 : The Rivals de Richard Brinsley Sheridan
- 1937-1938 : Spring Meeting de M. J. Farrell et John Perry, mise en scène de John Gielgud
- 1938-1939 : L'Importance d'être Constant (The Importance of Being Earnest) d'Oscar Wilde
- 1941 : L'esprit s'amuse (Blite Spirit) de, mise en scène par et avec Noël Coward
- 1943 : This Happy Breed de, mise en scène par et avec Noël Coward (adaptation au cinéma en 1944)
- 1943 : Present Laughter de, mise en scène par et avec Noël Coward
- 1951 : The White Sheep of the Family de Lawrence Du Garde Peach et Ian Hay
- 1952-1953 : Quadrille de et mise en scène par Noël Coward, décors de Cecil Beaton
- 1954 : The Duenna, comédie musicale, musique de Julian Slade, lyrics de Dorothy Reynolds, livret de Lionel Harris et Dorothy Reynolds, d'après la pièce éponyme de Richard Brinsley Sheridan
- 1956 : Nude with Violin de, mise en scène par et avec Noël Coward
- 1958 : Speaking of Murder d'Audrey et William Roos
- 1960 : The Wrong Side of the Park de John Mortimer, mise en scène de Peter Hall (+ reprise à Cambridge)
- 1962-1963 : La Foire aux vanités (Vanity Fair), comédie musicale, musique de Julian Slade, lyrics de Robin Miller, livret d'Alan Pryce-Jones et Robin Miller, d'après la pièce éponyme de William Makepeace Thackeray (+ reprise à Bristol)
- 1964-1965 : Heirs and Graces de Lawrence Du Garde Peach (à Bath)
- 1967-1968 : Dear Octopus de Dodie Smith
- 1982 : Homme et Surhomme (Man and Superman) de George Bernard Shaw
- 1982 : Trelawny, comédie musicale, musique et lyrics de Julia Slade, livret d'Aubrey Woods (en), d'après la pièce éponyme d'Arthur Wing Pinero
- 1987-1988 : Semi-Monde de Noël Coward

### À Broadway (intégrale)
(pièces)
- 1925-1926 : Easy Virtue de Noël Coward, mise en scène de Basil Dean : Sarah Hurst
- 1927-1929 : The Road to Rome de Robert E. Sherwood : Meta
- 1928-1929 : The Jealous Moon de Theodore Charles et Jane Cowl : Vermilia
- 1929 : Paolo and Francesca de Stephen Phillips : Nita
- 1929-1930 : Jenny de Margaret Ayer Barnes et Edward Sheldon : Nora Gerrish
- 1930 : La Nuit des rois ou Ce que vous voudrez (Twelfth Night, or What you will) de William Shakespeare : Olivia
- 1930 : Art and Mrs. Bottle de Benn W. Levy : Sonia Tippet
- 1931 : The Barretts of Wimpole Street de Rudolf Besier, produite par (et avec) Katharine Cornell (+ reprise en 1935) : Arabel Moulton-Barrett (adaptation au cinéma en 1934)
- 1932 : Électre (Electra - Ἠλέκτρα) de Sophocle, adaptation de J. T. Sheppard : Chrysothemis
- 1932 : Le Viol de Lucrèce (Lucrece) d'André Obey, adaptation de Thornton Wilder, produite par (et avec) Katharine Cornell : Emilia
- 1936 : Sweet Aloes de Jay Mallory, mise en scène de Tyrone Guthrie : Lady Farrington
- 1936 : The Astonished (Barbara Faber), Hands Across the Sea (Mme Wadhurst), Red Peppers (Mabel Grace), Fumed Oak (Mme Rockett), Shadow Play (Martha Cunningham), Danse autour de la vie (We Were Dancing) (Clara Bethel), Family Album (Lavinia Featherways), Still Life (Myrtle Bagot) et Ways and Means (Nanny), pièces en un acte de, mises en scène par et avec Noël Coward
- 1957-1958 : Nude with Violin de, mise en scène par et avec Noël Coward, costumes d'Oliver Smith : Isobel Sorodin
- 1958 : Joyeux Chagrins (Present Laughter) de, mise en scène par et avec Noël Coward, costumes d'Oliver Smith : Liz Essendine

## Filmographie

### Au cinéma (intégrale)
(films britanniques, sauf mention contraire ou complémentaire)
- 1918 : God and the Man (en) d'Edwin J. Collins (en) : Priscilla Sefton
- 1918 : Because de Sidney Morgan (en) : rôle non spécifié
- 1920 : Colonel Newcombe, the Perfect Gentleman (en) de Fred Goodwins : Rose
- 1942 : Ceux qui servent en mer (In Which We Serve) de Noël Coward et David Lean : Mme Hardy / Kath
- 1945 : L'esprit s'amuse (Blithe Spirit) de David Lean : Violet Bradman
- 1945 : Le Chemin des étoiles (The Way to the Stars) d'Anthony Asquith : Mlle Winterton
- 1945 : Brève Rencontre (Brief Encounter) de David Lean : Myrtle Bagot
- 1947 : L'Homme d'octobre (The October Man) de Roy Ward Baker : Mme Vinton
- 1948 : London Belongs to Me de Sidney Gilliat : Mme Vizzard
- 1948 : It's Hard to Be Good (en) de Jeffrey Dell : Alice Beckett
- 1949 : Politique... et lapins (en) (The Chiltern Hundreds) de John Paddy Carstairs : Lady Caroline
- 1950 : Égarements (The Astonished Heart) de Terence Fisher et Antony Darnborough : Susan Birch
- 1951 : L'amour mène la danse (Happy Go Lovely) d'H. Bruce Humberstone : La secrétaire de Bruno
- 1952 : Pleure, ô pays bien-aimé (Cry, the Beloved Country) de Zoltan Korda : Margaret Jarvis
- 1953 : Au coin de la rue (Street Corner) de Muriel Box : Mlle Hopkins
- 1955 : Stolen Assignment de Terence Fisher : Ida Garnett
- 1955 : Vivre un grand amour (The End of the Affair) d'Edward Dmytryk : Mlle Palmer
- 1956 : Qui perd gagne (Loser Takes All) de Ken Annakin : « Nid d'oiseau »
- 1959 : Les Seins de glace (The Rough and the Smooth) de Robert Siodmak : Mme Thompson
- 1959 : La nuit est mon ennemie (Libel) d'Anthony Asquith : Mlle Sykes
- 1960 : Let's Get Married (en) de Peter Graham Scott : Mlle Finch
- 1961 : La Lame nue (The Naked Edge) de Michael Anderson (film américano-britannique) : Victoria Hicks
- 1961 : Bobby des Greyfriars (Greyfriars Bobby) de Don Chaffey (film américain) : La première dame
- 1961 : Nearly a Nasty Accident (en) de Don Chaffey : Lady Trowborough
- 1963 : Hôtel international (The V.I.P.s) d'Anthony Asquith : Mme Damer (non créditée)
- 1964 : The Eyes of Annie Jones (en) de Reginald Le Borg : Tante Helen
- 1964 : Alive and Kicking de Cyril Frankel : La directrice
- 1964 : A Jolly Bad Fellow (en) de Don Chaffey : La réceptionniste de l'hôtel
- 1969 : A Nice Girl Like Me de Desmond Davis : Tante Celia
- 1973 : Father Dear Father de William G. Stewart (en) : La mère
- 1974 : Contre une poignée de diamants (The Black Windmill) de Don Siegel : Mlle Monley
- 1988 : Number 27 de Tristram Powell : Mlle Barwick

### À la télévision (sélection)
(séries, sauf mention contraire)
- 1938 : Spring Meeting, téléfilm de John Gielgud : Joan Furze
- 1959-1960 : Détective international (International Detective)
  - Saison 1, épisode 2 The Carrington Case (1959) d'A. Edward Sutherland : La grande duchesse Marowska ; épisode 21 The Bristol Case (1960) : Mme Livingstone
- 1965 : Destination Danger (Danger Man)
  - Saison 2, épisode 15 Les Deux Femmes de George Foster (Whatever Happened to George Foster ?) de Don Chaffey : Lady Ammanford
- 1969-1976 : Chapeau melon et bottes de cuir
  - Première série (The Avengers), Saison 1, épisode 26 Homicide et vieilles dentelles (Homicide and Old Lace, 1969) de John Hough : Harriet
  - Seconde série (The New Avengers), Saison 1, épisode 1 Le Repaire de l'aigle (The Eagle's Nest, 1976) de Desmond Davis : La dame au chien
- 1974 : Angoisse (Thriller)
  - Saison 2, épisode 1 Only a Scream Away : Liza Meredith
- 1985 : Miss Marple (Agatha Crhstie's Miss Marple)
  - Saison unique, épisode 3 Un meurtre sera commis le... (A Murder is Announced) de David Giles : Belle Goedler